# Мебляр
Мебля́р, столяр-мебляр, також меблевик — столяр, який займається виготовленням, реставрацією та ремонтом меблів. Основним видом діяльності є проведення вузькопрофільних робіт над корпусними та м'якими меблями.
Часто професію мебляра пов'язують із професією столяра, це пов'язано із тим що в Україні не існує спеціалізованих навчальних закладів, де навчають і готують майстрів меблярів, але є професійно-технічні училища (ПТУ) у Києві, Дніпрі, Харкові, Сумах і Чернігові, у яких є спеціальності «столяр».
Випускники цих навчальних закладів які здобули професію столяра можуть бути працевлаштовані на меблеві виробництва, у реставраційні майстерні, а також працювати як самозайняті меблярі, оббивальники м'яких меблів чи складальники меблів.